# 王耀喜
王耀喜（？年—？年），廣州駐防鑲白旗漢軍人，咸豐十一年辛酉科並補行戊午科繙譯舉人，同治十三年(1874年)甲戌科繙譯進士，候選主事。